# Давиденко Констянтин Сергійович
Давиденко Констянтин Сергійович (* 3 лютого 1923 — 8 серпня 2004) — радянський військовий льотчик, Герой Радянського Союзу (1945).

## Життєпис

Народився 3 лютого 1923 року у місті Ромни (нині Сумської області україни) в родині військовослужбовця. У 1936 році з батьками переїхав до міста Динау Узбецької PCP, де продовжив навчання в школі. У 1937 році став вихованцем Таджицького гірсько-кавалерійського полку, що дислокувався у місті Сталінабад. Через рік батьки забрали хлопця додому. Продовжувати навчання він не став, а пішов працювати помічником водія.
На початку 1939 року родина повернулася у Ромни. Восени 1939 року Костянтин став шофером автотранспортного батальйону, брав участь у поході на Західну Україну. Наприкінці 1939 року батальйон розформували, Давиденко повернувся додому і працював кіномеханіком у міському кінотеатрі.
У грудні 1940 року став курсантом Сумського аероклубу. З 17 липня 1941 — курсант Чугуївської військової авіаційної школи пілотів.
У квітні 1942 року група курсантів авіашколи, серед них і Давиденко, була переведена до Алма-Атинського піхотного училища. У липні 1942 року сержанта Давиденка призначили командиром взводу пішої розвідки 987-го стрілецького полку 226-ї стрілецької дивізії та направили на Сталінградський фронт, де він брав участь у бойових операціях.
25 жовтня 1942 року в одному з боїв Костянтин був поранений у руку та відправлений до госпіталю. Після одужання його перевели до запасного полку.
У січні 1943 року Давиденка відрядили до 233-ї штурмової авіаційної дивізії 1-ї повітряної армії. Перші польоти виконав на початку лютого, коли йому виповнилося 20 років. Після чотирьох місяців перебування у навчальному центрі дивізії, де опанував штурмовик Іл-2, отримав призначення льотчиком до 62-го штурмового авіаційного полку 233-ї штурмової авіаційної дивізії, що вела бойові дії на Західному фронті.
27 травня 1943 року К. С. Давиденку присвоєне перше офіцерське звання — молодший лейтенант.
У березні 1944 року на його рахунку вже понад 40 бойових вильотів. Наказом командувача 1-ї повітряної армії він нагороджений другим орденом Червоного Прапора.
Указом Президії Верховної Ради СРСР від 18 серпня 1945 року йому присвоєне звання Героя Радянського Союзу. Золоту Зірку (№ 8697) та орден Леніна одержав у Москві з рук М. І. Калініна 12 жовтня.
Після звільнення у запас понад півроку працював пілотом у Казахському управлінні Цивільного повітряного флоту, закінчив курси Вищої льотної підготовки ЦПФ у Мінеральних Водах.
У листопаді 1947 року направлений командиром літака Лі-2 до 14-ї повітряної армії Прикарпатського військового округу. Потім служив у навчальному центрі ДТСААФ у Південно-Уральському, Київському, Приморському військових округах. У 1956 році став командиром ланки, у 1959 — заступником командира ескадрильї. У липні 1951 року К. С. Давиденкоу присвоєне військове звання капітана, а в листопаді 1960 року — майора.
Військовий льотчик 1-го класу К. С. Давиденко налітав понад 3 тисячі годин, у тому числі на Іл-2 — 308 годин, на Лі-2- 2150.
У квітні 1962 року Костянтин Сергійович звільнився у запас і приїхав до Чернігова. Деякий час працював на одному з підприємств начальником охорони. Потім до 1980 року — машиністом-оператором теплопункту.
Помер 8 серпня 2004 року.